# Jesse White (homme politique)
Pour les articles homonymes, voir White.
Jesse White, né le 23 juin 1934, est un homme politique américain, membre du parti démocrate.
De 1999 à 2023, il est secrétaire d'État de l'Illinois.

## Biographie
Jesse White est né à Alton, Illinois. Il fréquente l'Université d'État de l'Alabama, où il joue au baseball et au basket-ball, et il obtient un baccalauréat en 1957. Il sert dans la 101st Airborne Division et le 75th Ranger Regiment de l'armée américaine de 1957 à 1959. En mai 1995, Jesse White est intronisé au Southwestern Athletic Conference Hall of Fame. Il est un joueur de baseball et de basket-ball de toute la ville au Waller High School de Chicago (maintenant Lincoln Park High School) et est intronisé à la Chicago Public LeagueTemple de la renommée de l'Association des entraîneurs de basket-ball en juin 1995. En 1999, il est intronisé au Temple de la renommée des sports de l'Université d'État de l'Alabama. 
En 1959, Jesse White fonde la Jesse White Tumbling Team pour servir d'alternative positive aux enfants résidant dans la région de Chicago. Depuis sa création, plus de 10 700 jeunes hommes et femmes ont joué avec l'équipe.
Jesse White sert comme parachutiste dans l'armée américaine de 101e division aéroportée et en tant que membre de la Garde nationale de l'Illinois. Il joue au base-ball professionnel de ligue mineure avec l'organisation de Cubs de Chicago, qui a été suivi d'une carrière de 33 ans avec le système d'écoles publiques de Chicago en tant qu'enseignant et administrateur.
Jesse White est un protégé politique du président du conseil du comté de Cook et du 42nd Ward Democratic Committee George Dunne. White est élu à l'Assemblée générale de l'Illinois en 1974 et sert pendant 16 ans. Il est élu Recorder of Deeds of Cook County, Illinois, en 1992 et réélu en 1996. White est élu Secrétaire d'État de l'Illinois en 1998, réélu en 2002, 2006, 2010, 2014 et 2018. Il est également membre du comité démocratique du 27e quartier de Chicago. 
Membre du Parti démocrate, Jesse White est le 37e secrétaire d'État de l'Illinois de 1999 à 2023. Jesse White est le plus ancien et le premier afro-américain à occuper ce poste. Auparavant, il a été enregistreur des actes du comté de Cook de 1993 à 1999 et à la Chambre des représentants de l'Illinois de 1975 à 1993.